# Epirrhoe defasciata
Epirrhoe defasciata är en fjärilsart som beskrevs av Hirschke 1917. Epirrhoe defasciata ingår i släktet Epirrhoe och familjen mätare. Inga underarter finns listade i Catalogue of Life.